# Nextgen Darwin–Port Hedland
Nextgen Darwin–Port Hedland ist ein Seekabel in Australien.
Das Projekt wurde Anfang März 2014 begonnen. Das Kabel mit einer Übertragungskapazität von mehr als 3,2 Terabit pro Sekunde verbindet das zentrale Rechenzentrum mit den Shell Offshore-Öl- und Gasanlagen in Australien. Es wurde 2016 in Betrieb genommen.

## Landepunkte
1. Darwin (Australien)
2. Port Hedland (Australien)